# Formiguer pissarrós
El formiguer pissarrós (Myrmelastes schistaceus) és una espècie d'ocell de la família dels tamnofílids (Thamnophilidae). Habita el sotabosc de la selva pluvial de les terres baixes fins als 500 m, del sud-est de Colòmbia, est del Perú i oest amazònic del Brasil.